# Polybia lugubris
Polybia lugubris är en getingart som beskrevs av Henri Saussure 1854. Polybia lugubris ingår i släktet Polybia och familjen getingar. Inga underarter finns listade i Catalogue of Life.